# 硝酸钚(VI)酰
硝酸钚(VI)酰是一种具有强放射性的无机化合物，化学式为PuO2(NO3)2。从溶液中可结晶出六水合物，于五氧化二磷干燥可得三水合物，将此水合物加热至150 °C，得到无水物。